# 觉木宗
觉木宗（藏語：ཇོ་མོ།，威利转写：jo mo，意为“神母”），又作觉莫、觉母、觉穆、足木、角木、朱木等，是西藏历史上所设的宗之一，位于现今西藏自治区林芝市境内的尼洋河流域。
相传其在藏巴汗时期之前已经设宗，后归工布地区管辖。西藏甘丹颇章政权成立后，成为西藏政府所辖的四十三个普通宗之一。
觉木宗于1960年1月撤销，其东部归入林芝县，西部则归入雪巴县。